# Michal Horňák
Michal Horňák (28 de abril de 1970) é um ex-futebolista profissional tcheco que atuava como defensor.

## Carreira
Michal Horňák representou a Seleção Checa de Futebol, na Eurocopa de 1996. 